# Contea di Costilla
La contea di Costilla (in inglese Costilla County) è una contea dello Stato del Colorado negli Stati Uniti. La popolazione al censimento del 2000 era di 3 663 abitanti. Il capoluogo di contea è San Luis.

## Geografia
La contea si trova nel sud dello Stato, al confine con il Nuovo Messico, nella valle di San Luis. La catena Sangre de Cristo forma il confine est della contea, mentre il Rio Grande istituisce il confine ovest.

### Contee confinanti
- Contea di Huerfano - nord-est
- Contea di Las Animas - est
- Contea di Colfax (Nuovo Messico) - sud-est
- Contea di Taos (Nuovo Messico) - sud
- Contea di Conejos - ovest
- Contea di Alamosa - nord-ovest

## Storia
I primi abitanti furono gli indigeni della zona. L'area fu poi sotto il dominio spagnolo e messicano, fino ad arrivare agli Stati Uniti nel 1848. La contea fu una delle contee originarie del Territorio del Colorado, istituita nel 1861. Deve il suo nome al fiume Costilla.

## Comuni

### Town
- Blanca
- San Luis (capoluogo)

Gli altri comuni non sono incorporati, tra cui Fort Garland, Chama, San Pedro, Los Fuertes, Garcia, Jaroso, San Francisco, San Acacio e Mesita.